# Julia Pars
Julia Jensigne Pars (* 28. April 1968 in Ilulissat) ist eine grönländische Managerin und Künstlerin.

## Leben
Julia Pars ist die Tochter des dänischen Direktors Peter Pars und seiner grönländischen Frau Jensigne. Ihre ältere Schwester ist die Beamtin Tine Pars (* 1967). Sie hat aus erster Ehe einen 1996 geborenen Sohn und aus zweiter am 2. August 2003 geschlossener Ehe mit dem dänischen Direktor Bo Kleffel (* 1974), Sohn des Kleinschmieds Leif Becher Jensen und der Pädagogin Lena Valhøj, 2005 geborene Zwillingssöhne.
Julia Pars besuchte das Gymnasium in Nyborg, das sie 1987 abschloss. Anschließend absolvierte sie bis 1992 eine Ausbildung als Tourismusökonomin an der Dänischen Tourismusakademie in Randers. Von 1992 bis 1994 arbeitete sie als Tourismuskoordinatorin für Greenland Tourism, von 1994 bis 1996 für ein dänisches Werbebüro, von 1996 bis 1998 als Kommunikationsmitarbeiterin wieder bei Greenland Tourism, dann bis 2000 als Regionskoordinatorin, bis 2002 als Beraterin, bis 2004 als Informationschefin und schließlich von 2004 bis 2006 als Vizedirektorin. Von 2006 bis 2007 war sie Informationschefin im Grönländischen Tourismus- und Erwerbsrat. Von 2007 bis 2018 war sie Direktorin des Katuaq und anschließend bis 2021 Direktorin von Visit Greenland. 2021 machte sie sich mit dem Beratungsunternehmen Relatepeople selbstständig.
Julia Pars hat seit Ende der 1990er Jahre zahlreiche Aufsichtsratsposten in Grönland innegehabt. Von 1998 bis 2002 war sie Aufsichtsratsmitglied des Katuaq und dann bis 2004 Aufsichtsratsvorsitzende. Von 2007 bis 2011 war sie Aufsichtsratsvorsitzende bei Air Greenland, wo sie anschließend noch bis 2016 im Aufsichtsrat saß. Von 2004 bis 2005 war sie zudem Aufsichtsratsmitglied bei Arctic Umiaq Line, von 2006 bis 2007 bei Grønlands Kunstnersammenslutning (KIMIK), von 2012 bis 2015 bei Det Kongelige Grønlandsfond, von 2014 bis 2016 bei KNI, von 2014 bis 2021 bei CSR Greenland, von 2019 bis 2020 beim Fonden for Entreprenørskab Grønland und seit 2021 bei Kalaallit Airports und Qeqertalik Business Council. Seit 2021 ist sie zudem Aufsichtsratsvorsitzende von Pisiffik. Von 2021 bis 2024 war sie Vorsitzende der grönländischen Kunststiftung.
Julia Pars ist zudem als Künstlerin aktiv. Sie hat mehrere grönländische Briefmarken entworfen und ihre Gemälde hängen unter anderem auf der Fram, im Nuuk-Kunstmuseum im Krankenhaus in Ilulissat, in der Grønlandsbanken und im Katuaq. Sie hat ihre Kunst außerdem im In- und Ausland ausgestellt.